# 徐倫
徐倫，贵州思南人，清朝政治人物，同進士出身。

## 生平
雍正十一年（1733年）癸丑科進士，三甲一百八十九名，后官陝西知縣。